# Ninja đối đầu Samurai
Ninja đối đầu Samurai (忍びの国) là một phim jidaigeki của Nhật Bản, được Nakamura Yoshihiro đạo diễn và dựa trên tiểu thuyết cùng tên của Wada Ryō. Tựa phim theo phân phối quốc tế là Mumon - The Land of Stealth. Một manga chuyển thể từ tiểu thuyết, đăng trên Monthly Shōnen Sunday từ ngày 12 tháng 5 năm 2009 đến ngày 12 tháng 2 năm 2011. Phim lấy bối cảnh thời kỳ Chiến Quốc Nhật Bản, tập trung vào các sự kiện hư cấu xoay quanh chiến tranh Iga Tensho. Ninja đối đầu Samurai được Toho phát hành chiếu rạp tại Nhật Bản vào ngày 1 tháng 7 năm 2017. Bài hát chủ đề của phim "Tsunagu (つなぐ Bond)" do nhóm nhạc Arashi thể hiện.